# Aphonoides angustissimus
Aphonoides angustissimus är en insektsart som först beskrevs av Lucien Chopard 1925.  Aphonoides angustissimus ingår i släktet Aphonoides och familjen syrsor. Inga underarter finns listade i Catalogue of Life.